# Zbojné
Zbojné (ungarisch Bajna – bis 1907 Zbojna)  ist eine Gemeinde im Nordosten der Slowakei mit 161 Einwohnern (Stand 31. Dezember 2024), die zum Okres Medzilaborce, einem Kreis des Prešovský kraj gehört und in der traditionellen Landschaft Zemplín liegt.

## Geographie
Die Gemeinde befindet sich in den Niederen Beskiden im Bergland Laborecká vrchovina, im Tal des Flüsschens Výrava im Einzugsgebiet des Laborec, nahe der Staatsgrenze zu Polen. Das Ortszentrum liegt auf einer Höhe von 275 m n.m. und ist 20 Kilometer von Medzilaborce sowie 26 Kilometer von Humenné entfernt (Straßenentfernung).
Nachbargemeinden sind Výrava im Norden, Svetlice im Norden und Osten, Rokytov pri Humennom im Südosten und Süden, Radvaň nad Laborcom im Südwesten und Zbudská Belá im Westen und Nordwesten.

## Geschichte

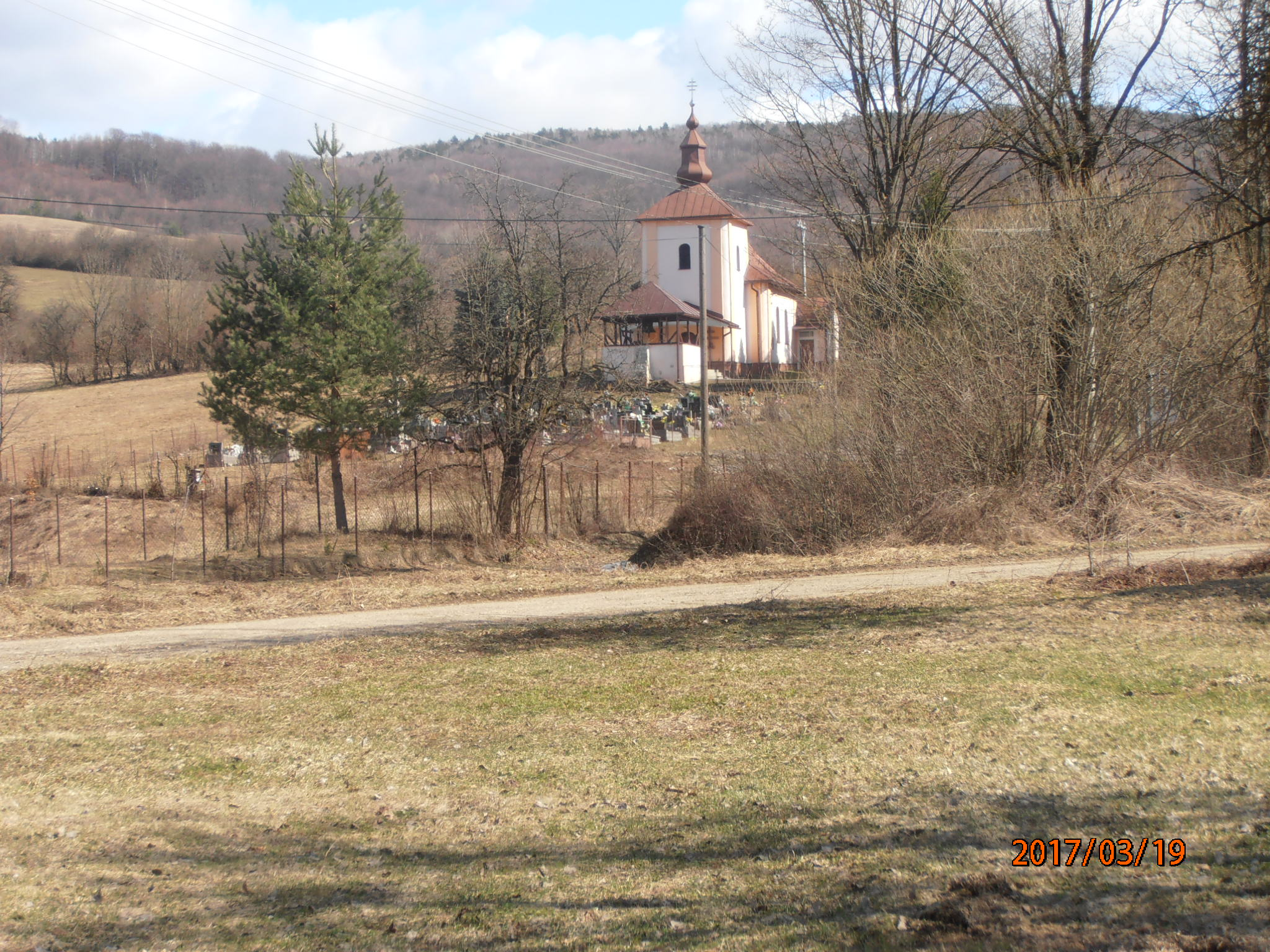
Griechisch-katholische Kirche im Ort

Die heutige Gemeinde entstand 1960 durch Zusammenschluss der Orte Nižné Zbojné (ungarisch Óbajna – bis 1907 Homonnazbojna) und Vyšné Zbojné (ungarisch Újbajna – bis 1907 Izbugyazbojna).
Nižné Zbojné wurde zum ersten Mal 1463 als Zboyna schriftlich erwähnt und war Teil der Herrschaft von Humenné. Im 18. Jahrhundert war das Dorf Besitz der Familie Almássy, im 19. Jahrhundert unter anderen der Familie Dessewffy. 1715 gab es fünf verlassene und sechs bewohnte Haushalte. 1787 hatte die Ortschaft 28 Häuser und 227 Einwohner, 1828 zählte man 33 Häuser und 246 Einwohner, die als Besenmacher, Viehzüchter, Waldarbeiter und Weber tätig waren.
Vyšný Zbojné wurde im selben Jahr erwähnt und war im Gegensatz zu Nižné Zbojné Teil des Herrschaftsguts der Familie Izbugyay. Im 18. Jahrhundert war das Dorf Besitz der Familien Kocsándy und Pik, im 19. Jahrhundert unter anderen der Familien Balassa und Malatinszky. 1715 gab es sechs verlassene und 12 bewohnte Haushalte. 1787 hatte die Ortschaft 34 Häuser und 251 Einwohner, 1828 zählte man 47 Häuser und 359 Einwohner, die als Waldarbeiter tätig waren.
Bis 1918 gehörten die im Komitat Semplin liegenden Orte zum Königreich Ungarn und kamen danach zur Tschechoslowakei beziehungsweise heute Slowakei. Auch nach 1918 verblieb die Bevölkerung in beiden Orten bei traditionellen Erwerbstätigkeiten. Nach dem Zweiten Weltkrieg pendelte ein Teil der Einwohner zur Arbeit in Industriebetriebe in der Umgebung, in Košice sowie im tschechischen Landesteil der Tschechoslowakei, die Landwirte waren privat organisiert.

## Bevölkerung
| Jahr                | 1994 | 2004     | 2014  | 2024    |
| ------------------- | ---- | -------- | ----- | ------- |
| Anzahl der Personen | 265  | 200      | 178   | 161     |
| Unterschied         |      | −24,52 % | −11 % | −9,55 % |

| Jahr                | 2023 | 2024    |
| ------------------- | ---- | ------- |
| Anzahl der Personen | 159  | 161     |
| Unterschied         |      | +1,25 % |

Nach der Volkszählung 2011 wohnten in Zbojné 171 Einwohner, davon 98 Slowaken, 70 Russinen und ein Ukrainer. Zwei Einwohner machten keine Angabe zur Ethnie.
158 Einwohner bekannten sich zur griechisch-katholischen Kirche, sieben Einwohner zur römisch-katholischen Kirche, zwei Einwohner zu den Zeugen Jehovas sowie jeweils ein Einwohner zur Evangelischen Kirche A. B. und zur orthodoxen Kirche. Ein Einwohner war konfessionslos und bei einem Einwohner wurde die Konfession nicht ermittelt.

## Bauwerke und Denkmäler
- griechisch-katholische Nikolauskirche im barock-klassizistischen Stil aus dem Jahr 1788[6]

## Verkehr
Durch Zbojné führt die Cesta III. triedy 3846 („Straße 3. Ordnung“) von Jabloň (Anschluss an die Cesta II. triedy 559 („Straße 2. Ordnung“)) zur Kreuzung mit der Cesta II. triedy 567 (Krásny Brod–Snina) nördlich des Ortes. Der nächste Bahnanschluss ist in Koškovce an der Bahnstrecke Michaľany–Łupków.